# Cimetière de Mount Moriah
Le cimetière de Mount Moriah, en anglais : Mount Moriah Cemetery, est un cimetière situé au Mont Moriah à Deadwood, dans le comté de Lawrence, dans le Dakota du Sud, aux États-Unis. Il est le lieu de sépulture de Wild Bill Hickok, Calamity Jane, Seth Bullock, Dora DuFran et d'autres personnalités notables de l'Ouest américain. Par tradition, le drapeau américain flotte au-dessus du cimetière 24 heures sur 24, plutôt que simplement du lever au coucher du soleil.

## Histoire
Dans les premières années de Deadwood, il y existait deux cimetières : celui d'Ingelside, dans la montée du Mont Moriah, qui s'est rempli rapidement au cours des premières années d'ouverture et le cimetière catholique. De nombreux prospecteurs, mineurs, colons, prostituées et enfants sont enterrés dans le cimetière d'Ingelside, aux côtés de Wild Bill Hickok et du pasteur Smith.
Dans les années 1880, il est établi que le terrain où se trouve le cimetière d'Ingelside pourrait être mieux utilisé pour le logement. La plupart des corps qui s'y trouvent sont alors déplacés vers Mount Moriah Cemetary et réinhumés. Cependant, comme de nombreuses tombes n'étaient pas marquées ou inconnues, certaines n'ont pas été déplacées. Aujourd'hui, il n'est pas rare que les gens qui travaillent dans leur jardin ou qui rénovent un sous-sol ou un hangar trouvent des ossements humains comme vestiges de l'époque du cimetière d'Ingelside. La principale attraction du cimetière de Mount Moriah est la tombe de Wild Bill ; Calamity Jane et Potato Creek Johnny sont enterrés auprès de lui.

## Sections du cimetière
Le cimetière comporte plusieurs sections distinctes. Quatre sections différentes regroupent les tombes de personnes inconnues ou de colons venus d'Ingelside enterrés sans pierre tombale ni plaque. Il existe une section juive car il y avait une importante communauté juive aux débuts de Deadwood et il leur a été accordé à l'époque plus de droits dans cette ville frontalière difficile que dans d'autres endroits du pays. De nombreuses inscriptions sont en hébreu. Sol Star, compagnon de Seth Bullock, faisait partie de cette communauté juive.
Une section sert comme site de sépulture de masse. Un incendie a brûlé une scierie, tuant onze hommes qui y dormaient à l'époque. Une autre section est appelée la section des enfants, en raison du grand nombre d'enfants enterrés au Mont Moriah qui sont morts du typhus, du choléra et des épidémies de variole.
Deadwood abritait un nombre important de Chinois qui se sont installés dans la région durant la ruée vers l'or et environ 400 d'entre eux vivaient dans la ville même. La première sépulture chinoise enregistrée au Mont Moriah remonte au 1er septembre 1878. Au cours des cinquante années suivantes, environ 33 Chinois seront enterrés dans le cimetière. En 1908, des représentants de la communauté chinoise reçoivent la permission de construire un brûleur et un autel dans la section six, où le plus grand nombre de Chinois est enterré. Le brûleur et l'autel étaient utilisés pour les offrandes destinées aux esprits défunts, conformément à leurs coutumes. Cependant, en raison du souhait d'être enterrés en Chine, la plupart des corps ont été exhumés. Il ne reste que trois tombes chinoises dans le cimetière, même si la signalisation officielle en mentionne deux. Les trois pierres tombales indiquent : 會大毓坟, en français : Tombes de Hui Tian Fei, Wong Ngan Oi (27 janvier 1915, âge : 15 ans) et celle d'un enfant de Fee Lee Wong, né à Deadwood, mort le 20 mars 1899.
De plus, il y a une section d'anciens combattants, où de nombreux acteurs de la guerre de Sécession et des guerres indiennes sont inhumés, avec des pierres tombales fournies par le gouvernement des États-Unis, à la demande de leurs familles.

### Source de la traduction
- (en) Cet article est partiellement ou en totalité issu de l’article de Wikipédia en anglais intitulé « Mount Moriah Cemetery (South Dakota) » (voir la liste des auteurs).